# Merzling
Merzling ist eine 1960 neu gezüchtete pilzwiderstandsfähige Weißweinsorte. Der Merzling wurde 1960 von Johannes Zimmermann am Staatlichen Weinbauinstitut Freiburg aus Seyval Blanc x (Riesling x  Pinot gris) gekreuzt.
Der Sortenname leitet sich aus der Gemeinde Merzhausen am südlichen Stadtrand von Freiburg im Breisgau ab. Die Sorte wurde 1993 durch das Bundessortenamt zugelassen.

## Ampelographische Sortenmerkmale
In der Ampelographie wird der Habitus folgendermaßen beschrieben:
- Der Wuchs ist voll aufrecht, sehr kräftig und erfolgt ohne stärkere Geiztriebbildung, woraus eine einfache Handhabung bezüglich der Laubarbeiten resultiert. Das Laub wirkt kräftig. Bei dunkelgrüner Färbung sind die Blätter mittelgroß und fünflappig mit überlappender Stielbucht. Die Pflanze verfügt über gute Holzreife und Winterfrostfestigkeit. Der Augenaustrieb erfolgt etwa zeitgleich mit dem Müller-Thurgau. Die Trauben sind groß und relativ kompakt. Die Beeren sind mittelgroß bis groß und dünnschalig. Sie nehmen in der Vollreife eine gelbgrüne Färbung an. Die Reifezeit ist früh und vergleichbar mit Müller-Thurgau, zu dem sich auch eine Ähnlichkeit im Ertragsniveau ergibt. Die Erträge des Merzling sind jedoch wegen der besseren Frosthärte konstanter.

Die Resistenz gegen die Pilzkrankheiten Echter Mehltau und Falscher Mehltau ist gut.

## Eigenschaften des Weins
Die Weine sind fruchtig, stoffig und überwiegend neutral. Beim Anbau in besonders warmen Lagen und auf triebigen Böden können die Weine eine breite Art und einen störenden Ton entwickeln. Bei vergleichenden Weinproben erzielte der Merzling etwas schlechtere Ergebnisse als der Müller-Thurgau, schnitt jedoch minimal besser als der Silvaner ab.